# Dunkin' Donuts
Dunkin' Donuts, cunoscută oficial sub numele de Dunkin' Brands Group, Inc., este o companie americană de gogoși și cafenele cu sediul în Canton, Massachusetts. Compania a fost fondată în 1950 de către William Rosenberg în Quincy, Massachusetts și a devenit unul dintre cele mai mari lanțuri de cafenele și de produse de patiserie din lume, cu mai mult de 12.000 de restaurante în 36 de țări. Printre produsele lanțului se numără gogoși, covrigi, alte produse de patiserie și o varietate de băuturi calde și reci.
În 2018, compania a trecut printr-un proces de rebranding și a devenit oficial Dunkin’, pentru a reflecta mai bine extinderea ofertei sale dincolo de produsele de patiserie.
Dunkin' Donuts a fost prezent în România începând cu mijlocul anilor 1990, prin deschiderea a două locații în București: una în Piața Unirii și cealaltă pe Calea Moșilor (zona Obor). Brandul s-a retras de pe piața românească în timpul crizei economice din 2008–2009, din cauza vânzărilor slabe, costurilor ridicate de operare și lipsei unei strategii adaptate pieței locale.